# لوحة تومبوس

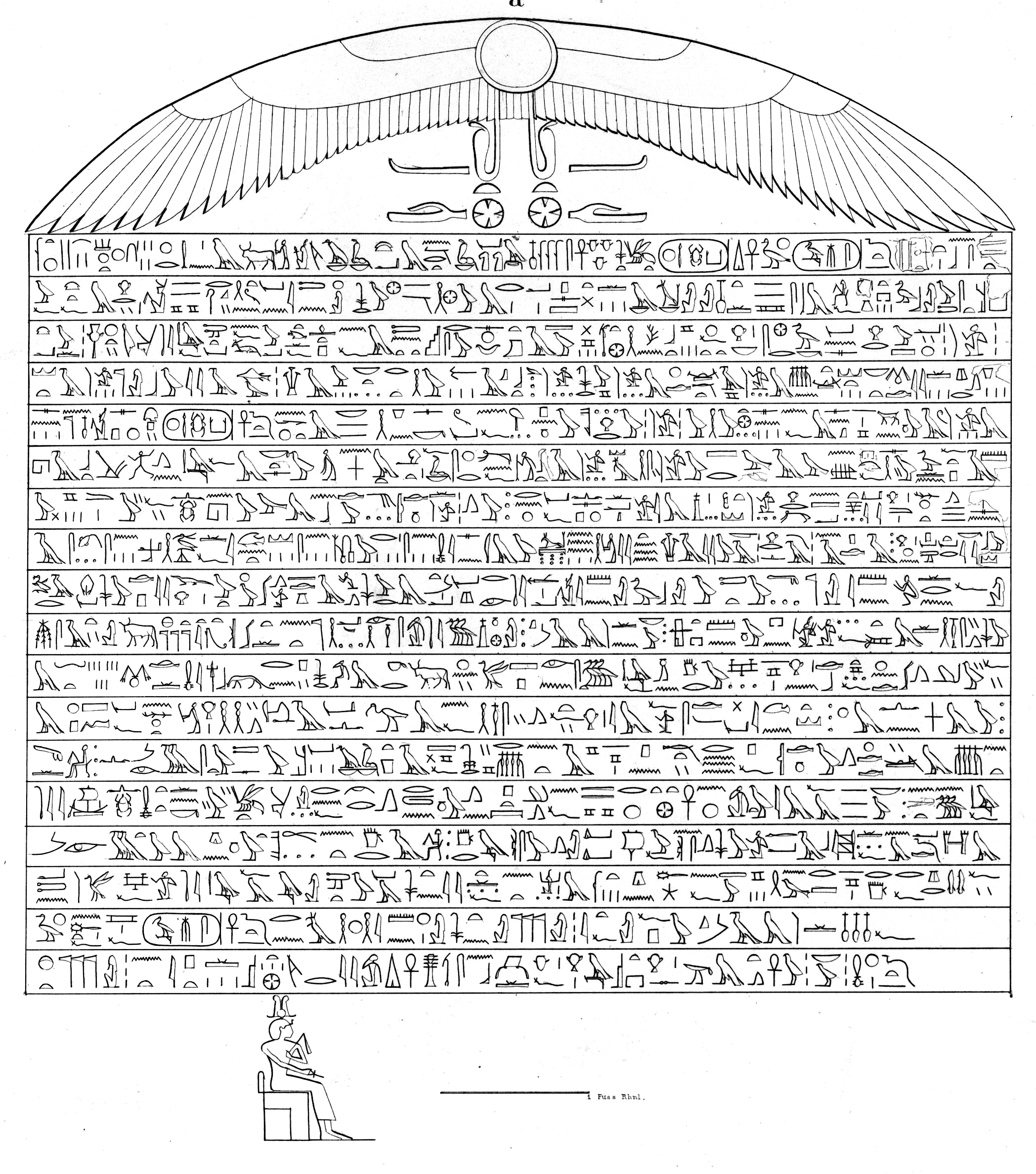
رسم لوحة تومبوس بواسطة كارل ريتشارد ليبسيوس

لوحة تومبوس هي نقش صخري مصري قديم عُثِر عليه في منطقة تومبوس، ويرجع تاريخه إلى العام الثاني للملك المصري تحتمس الأول. ويشهد على حملته العسكرية على النوبة العليا حول منطقة الشلال الثالث لنهر النيل. تم اكتشافه حوالي عام 1829، على صخرة كبيرة في تومبوس، النوبة على الضفة الشرقية لنهر النيل. من المعروف أن تحتمس وسع حدود الإمبراطورية المصرية طوال فترة حكمه، ليس فقط في النوبة، ولكن أيضًا من خلال الحملات في منطقة سوريا وفلسطين. خلال المملكة المصرية الوسطى، كان الملوك المصريين مثل منتوحتب الثاني قد توسعوا بالفعل في النوبة السفلى. ومع ذلك، يجادل العلماء بأن لوحة تومبوس دليل على توسع تحتمس إلى النوبة أكثر من الملوك السابقين.

## خلفية
يتدفق النيل عمومًا شمالًا عبر إفريقيا، ويمر عبر النوبة إلى مصر ويصب في النهاية في البحر الأبيض المتوسط. يوجد على امتداد النهر جنوب مصر ما يسمى «الشلالات». الشلالات هي مناطق في النهر حيث توجد بقع من الصخور، مما يجعل النهر خطيرًا وغير قابل للملاحة بالقوارب. كانت هذه المياه البيضاء بمثابة نقاط حدودية عامة للإمبراطورية المصرية، وغالبًا ما تم بناء المستوطنات والحصون حول هذه الحدود الطبيعية. كانت الحدود الطبيعية لمصر في منطقة الشلال الأول جنوب أسوان. كانت النوبة العدو التاريخي لمصر، حيث انتشرت أراضيها في مناطق الشلال الثاني، نزولاً إلى منطقة كوش، وبين الشلالين الرابع والخامس. في وقت قريب من الفترة الانتقالية الثانية، استولت النوبة على الأراضي الواقعة خلف حدودها مع مصر عند الشلال الأول، مما أدى إلى القضاء على المملكة المصرية الوسطى تقريبًا. سحق الملك المصري أحمس الأول التوسع النوبي وأعاد الهيمنة المصرية من خلال إعادة توحيد الإمبراطورية المصرية مع إعادة النوبيين إلى الجنوب.

## النص
اثنان من النسخ الإنجليزية الأكثر استخدامًا للنص هما تلك التي ترجمها الباحثان جيمس هنري برستد وهانز جويديك. ستستخدم هذه المقالة ترجمة جويديك. تقرأ كما يلي:
| لوحة تومبوس | العام الثاني، الشهر الثاني من فصل الفيضان، اليوم الخامس والعشرون، تحت (حكم) جلالة حور الثور المظفّر محبوب العدالة، من جعلته السيدتين يظهر مرتديا الكوبرا الملكية وقوي البطش، الصقر الذهبي جميل السنين ومحيي القلوب، ملك الوجه القبلي والبحري <عا خپر كا رع> ليته يوهب الحياة، ابن الشمس <چحوتي مسو> خالدا .. لقد حضر وظهر بوصفه حاكما للأرضين ليحكم كل ما يحيط به قرص الشمس، والوجه القبلي والبحري، ولاسيما نصيبي حور وست (أي مصر كلها)، وهو الذي وحد الأرضين وجلس على عرش جب ولبس السخمتي (التاج المزدوج). وقد تسلم جلالته بحق إرثه، واطمأن على عرش حور ذي الدرج، ليمد حدود طيبة على خفت حرنبس (من ضواحي طيبة)، وليصبح سكان الرمال، والبرابرة الذين يمقتهم الإله، وسكان جزر البحر، وقوم رتحو قابت خداما لها، وهو الذي جعل سكان الجنوب يقلعون شمالا وسكان الشمال يصعدون جنوبا، وكل البلاد الأجنبية يأتون محملين بجزيتهم للمرة الأولى (في التاريخ) للإله الطيب <عا خپر كا رع> فليحيا مخلدا. وإنه حور المظفّر، يخدمه الرؤساء والقرويون ومستعمراتهم تابعة له لأنهم يقبلون الأرض بين يديه، وأصحاب السقاية ينحنون أمام جلالته، ويخضعون أمام الصل الذي على جبينه، وهو الذي قد طرح أرضا رجال بلاد النوبة، ولم يفلت من قبضته السود (نحسيو) إلا بمشقة (؟)، وقد ضم إليه الحدود التي على كلا جانبي النيل ولم يفلت واحدا من أهالي الذين أتوا فلم يبق منهم واحد، أما بدو النوبة فقد سقطوا على وجوههم من الفزع، وخروا على جنوبهم في بلادهم، وانتشرت رائحة جثثهم في وديانهم، ولطخت افواههم الدماء كأنه المطر المنهمر، أما الذين قتلوا فالطيور الجارحة حملتهم إلى مكان آخر، وقد انقض التمساح على الهارب الذي كان يريد أن يختبئ أمام حور قوي الساعد، وهذا كله حدث بقوة العاهل وحده، ابن آمون، ونسل الإله صاحب الاسم الخفي، وسلالة ثور التاسوع، والصورة الفاخرة لأعضاء الإله، والذي يفعل ما تحبه أرواح إيونو (عين شمس). وهو الذى برأه أرباب حت ماعت (معبد في عين شمس)، وهو حصن لكل جيشه، والجسور على مهاجمة قبائل الأقواس التسعة مجتمعين كأنه فهد بين قطيع من البقر المسالم، فقد أعمتهم قوة جلالته، وهو الذي يبحث عن الحروب، وليس من يجرؤ على مواجهته، وهو الذي فتح الوديان التي كان يجهلها الأولون، والتي لم يرها حاملو التاجين، وحدوده الجنوبية وصلت إلى بداية هذه الأرض (يقصد النوبة)، ومن الشمال إلى تلك المياه التي تسير من الشمال إلى الجنوب (يعني الفرات لأنه يجري بعكس جريان النيل) ولم يحدث لملك آخر شيء مماثل لهذا، وقد وصل اسمه إلى دائرة السماء، وكذا وصلت إلى كل ماهو معروف من الأرضين، والناس تقسم باسمه ف كل البلدان، لأن شهرة جلالته عظيمة جدا، ولم ير الإنسان مثيلا لذلك في تاريخ الملوك القدامى منذ عهد أتباع حور. وهو الذي يعطي من يتبعه نفسه (نفس الحياة)، ومن يسير على نهجه قربانه، حقا إن جلالته هو حور الذي يستولي على ملكه لملايين السنين، وهو الذي تخدمه جزر المحيط العظيم (سن ور)، والأرض جميعها تحت نعليه، ابن رع من صلبه، ومحبوبه <چحوتي مسو> ليته يحيا خالدا، محبوب آمون ملك الآلهة، أبيه الذي خلق جماله، ومحبوب تاسوع الكرنك، ليته يوهب الحياة في ثبات وسلطة وصحة وانشراح صدر، على عرش حور مرشد (قائد) الأحياء كلهم مثل رع مخلدا. | لوحة تومبوس |

## التحليل النصي التاريخي
النص مكتوب بلغة شعرية، ويمكن أن تؤدي الاختلافات بين الترجمات إلى تفسيرات مختلفة. في البحث عن الأدلة المقابلة لدعم صحة لوحة تومبوس، من المهم ملاحظة أن الحسابات المصرية فقط هي المتاحة.
كان هذا النقش ملكيًا يمجد الملك ومآثره، وليس بالضرورة نقشًا تاريخيًا. يظهر هذا في اللغة التي تمجد الملك: «ابن رع تحتمس المحبوب يعيش إلى أبد الآبدين». لابد أن مؤلف النقش كان على علم بحملة تحتمس. يكشف النص أيضًا عن العداء تجاه النوبيين. هذا موضح في القسم:
 بعد أن أطاح برئيس النوبيين، كان النوبي المنهوب في قبضته. بعد أن جمع علامات الحدود لكلا الجانبين، لم يكن هناك مهرب بين شرير الشخصية؛ أولئك الذين جاءوا لدعمه - لم يبق منهم أحد. كما سقط النوبيون في حالة من الرعب، ووُضعوا جانباً في جميع أنحاء أراضيهم، ورائحتهم النتنة، تغمر وديانهم. 
يتضح من هذه المقاطع أن هذه اللوحة كانت تهدف إلى تمجيد الملك وإنجازاته. كان من المفترض أن يتم عرضه حتى يتمكن الناس من رؤيته والإعجاب به. كانت اللغة تهدف إلى إظهار التفوق المصري على أعداء مصر. كان على الملك أن يحافظ على ترتيب ماعت، المعروف باسم «الحق والنظام والعدالة» وتدمير أعداء مصر. من كتب النقش ربما كان يبرر الحرب في النوبة من خلال وصف النوبيين بأنهم «أشرار». يوجد في النص أيضًا تبرير للإجراءات التي اتخذها الإله حورس لتحتمس الأول. على الرغم من هذه التفسيرات للنصوص، من المهم ملاحظة أن هناك علماء تاريخيين مختلفين يقدمون تفسيراتهم على لوحة تومبوس.

## آراء العلماء
تجادل لويز برادبري في واحدة من أكثر النظريات المدعومة جيدًا، حيث افترضت أن لوحة تومبوس توفر دليلًا على أن تحتمس الأول وسع سيطرة مصر إلى ما بعد الشلال الثالث لنهر النيل، إلى منطقة جنوب تومبوس تسمى كورغوس، وتقع فوق الشلال الرابع. أول دليل لها هو نقش عُثِر عليه في موقع يسمى حجر المروة، حول الشلال الرابع في منطقة كورغوس في الأراضي النوبية. وتشير إلى أن حجر المروة والنقش الموجود هناك يمكن أن يقدم دليلاً على ذلك تمدد بواسطة تحتمس الأول في المنطقة المحيطة بالشلال الرابع. يجادل برادبري بأن لوحة تومبوس قد تم نحتها بعد رحلة عودة تحتمس شمالًا من حجر المروة. جادل العلماء سابقًا بأن لوحة تومبوس وصفت توسع تحتمس في منطقة النوبة، بالإضافة إلى توسعه بالقرب من أعالي نهر الفرات. هذا لأن النهر الموصوف في اللوحة كان يُعتقد سابقًا أنه نهر الفرات.
تجادل نظرية برادبري بأن لوحة تومبوس كانت علامة الحدود الشمالية لتوسع تحتمس في النوبة ووصفًا لحملته في الشرق الأوسط. تجادل بأن إمبراطوريته المصرية في النوبة امتدت من علامة تومبوس، حول الشلال الثالث، جنوبًا نحو حجر المروة حول الشلال الرابع.
يجادل برادبري بأن عبارة «الماء المقلوب / الملتف» في لوحة تومبوس هي في الواقع وصف لنهر النيل في تغير اتجاهه الطبيعي. حول منطقة الشلال الرابع، يتحول تدفق النيل من الشمال إلى الجنوب. قد يكون هذا قد خلق بعض الارتباك للمصريين الذين يسافرون شمالًا من النوبة. يستخدم برادبري مصدر أحمس بن إبانا لتأكيد هذا الدليل على أن الإشارة إلى «المياه السيئة، أو المياه المقلوبة» تعني المنطقة المحيطة بالشلال الرابع لنهر النيل. أحمس بن إبانا، سافر مع تحتمس خلال حملاته في النوبة. يكتب عن «المياه الفاسدة» أثناء رحلتهم إلى النوبة. يجادل برادبري بأن المصريين اختاروا الكتابة عن المياه الرديئة لأنهم أثناء إبحارهم شمالًا على طول نهر النيل حول منطقة الشلال الرابع، غير النهر مساره ووجدوا أنفسهم يبحرون جنوباً. قد يكون هذا التغيير المفاجئ في الاتجاه قد أربك المصريين الذين لم يسافروا إلى المنطقة من قبل.
لاحظت عالمة أخرى، جوليا بودكا، أن هناك العديد من النقوش الصخرية المعاصرة حول لوحة تومبوس. وتؤكد أن هذه تشكل مجموعة أكبر من الأدلة حول قصة اللوحة نفسها. تنتقل هذه اللوحة الصغيرة بالترتيب من اللوحة الكبيرة في الجنوب وتتجه شمالًا. قرأوا على النحو التالي؛ "حورس المنتصر الثور، حبيب ماعت، الإله الصالح [آخ] خبر كا رع [تحتمس الأول] أعطى الحياة، الذي ضرب كوش [النوبة] ..." تحتمس، الذي ظهر مثل رع [الإله] أعطى الحياة؛ رب النوبة ... الثور المنتصر ... ملك مصر العليا والسفلى، رب الأرضين، خبر كا رع [تحتمس الأول] أعطى الحياة، الحاكم المنتصر، الذي دمر النوبيين. " يلاحظ بودكا أن هذه النقوش الصخرية كلها تعود إلى الأسرة الثامنة عشرة. تقدم هذه النقوش دليلاً على أن تحتمس كان لديه نوع من التوسع العسكري في النوبة، وتدعم الاستنتاجات حول لوحة تومبوس. تتفق بودكا مع العالمة لويز برادبري ونظريتها القائلة بأن لوحة تومبوس هي دليل على التوسع المصري في النوبة في عهد تحتمس. يرى علماء آخرون أهمية دينية في لوحة تومبوس وينكرون النظرية القائلة بأن نص "الماء المقلوب" هو دليل على السفر حول الشلال الرابع في النوبة.
هناك علماء يختلفون مع نظرية التوسع المصري بعد تومبوس، ويقدمون أدلة ضد النظرية التي اقترحها برادبري.